# Dysosteosklerose
Die Dysosteosklerose (altgriechisch δύς dys, deutsch ‚miss, schlecht‘, ὀστούν ostoun, deutsch ‚Knochen‘ und κληρός sklēros, deutsch ‚hart‘) ist eine sehr seltene angeborene Skelettdysplasie mit den Hauptmerkmalen Kleinwuchs, Sklerose von Teilen des Stammskelettes,  Auftreibungen der Metaphysen und Platyspondylie.

## Verbreitung
Die Häufigkeit wird mit unter 1 zu 1.000.000 angegeben, bislang wurde über weniger als 30 Betroffene berichtet. Die Vererbung erfolgt  autosomal oder X-chromosomal-rezessiv.

## Ursache
Der Erkrankung liegen meist Mutationen im SLC29A33-Gen zugrunde, welches für einen Nukleosid-Transporter kodiert.
Das gleiche Gen ist auch beim H-Syndrom und der Rosai-Dorfman-Erkrankung betroffen.
Mutationen im TNFRSF11A-Gen oder dem TCIRG1Gen können auch zu diesem Krankheitsbild führen.

## Klinische Erscheinungen
Klinische Kriterien sind:
- Kleinwuchs
- vermehrte Knochenbrüchigkeit
- verzögerter/fehlender Zahndurchbruch (Pseudo-anodontia), Zahnschmelzhypoplasie
- öfter auch Optikusatrophie, Fazialisparese
- umschriebene Depigmentierung der Haut

## Diagnose
Im Röntgenbild findet sich eine Osteosklerose des Schädels, der Rippen und Schlüsselbeine, der Beckenschaufeln und  der langen Röhrenknochen unter Aussparung einer aufgetriebenen Metaphyse sowie eine Platyspondylie.

## Differentialdiagnose
Abzugrenzen sind Osteopetrose und das Pyle-Syndrom.

## Heilungsaussicht
Die Prognose gilt als nicht günstig.

## Geschichte
Die Erstbeschreibung (als Osteopetrose) stammt aus dem Jahre 1934 von R. W. B. Ellis.
Eine weitere Beschreibung  erfolgte im Jahre 1939 durch C. E. Field.
Die Abgrenzung als eigenständiges Syndrom wurde im Jahre 1968 durch den französischen Kinderarzt C. Roy und gleichzeitig durch den deutschen Kinderarzt Jürgen Spranger und Mitarbeiter vorgenommen.